# 튀르키예의 유럽 연합 가입
튀르키예는 1987년 4월 14일 유럽 연합의 전신인 유럽 경제 공동체(EEC)에 정식 회원국 가입을 신청한 데 이어 유럽 연합(EU)의 회원국 지위에 대해 협상하고 있다. 1949년 10개의 회원국이 유럽 평의회를 창립한 이후, 튀르키예는 1950년에 유럽 평의회의 첫 번째 새로운 회원국 중 하나가 되었다. 튀르키예는 1963년에 유럽 경제 공동체의 준회원국이 되었고, 1992년부터 2011년까지 서유럽 연합의 준회원국이었다. 터키는 1995년 유럽 연합과 관세동맹협정을 체결했고 1999년 12월 12일 헬싱키에서 열린 유럽 이사회 정상회의에서 정식 회원국 후보로 인정받았다.
튀르키예의 완전한 유럽 연합 가입에 대한 협상은 2005년 10월 3일 시작되었다. 협상 과정은 느리게 진행되었으며, 가입 절차를 완료하는 데 필요한 35개 챕터 중 2016년 5월까지 16개 챕터만 열렸고 1개 챕터는 종료되었다. 2016년 초 튀르키예와 유럽 연합 간의 난민 협상은 침체기 이후 협상을 가속화하고 튀르키예인들에게 무비자로 유럽을 여행할 수 있도록 하기 위한 것이었다.
그러나 2016년 이래 협상에 진전은 없었다. 유럽 연합은 튀르키예의 인권 침해와 법치주의의 부족에 대해 비난하고 비판해왔다. 2017년, 유럽 연합 관계자들은 튀르키예의 계획된 정책이 유럽 연합 가입 자격 기준인 코펜하겐 기준을 위반한다고 말했다. 2018년 6월 26일, 유럽 연합 사무 이사회는 "튀르키예는 유럽 연합으로부터 멀어지고 있다"고 말했다. 2019년 2월 20일, 유럽 의회 위원회는 튀르키예의 유럽 연합 가입 협상을 중단하기로 결정했고, 이는 튀르키예 정부로부터 비판을 받았다.